# Eustachys paspaloides
Eustachys paspaloides là một loài thực vật có hoa trong họ Hòa thảo. Loài này được (Vahl) Lanza & Mattei mô tả khoa học đầu tiên năm 1910.

## Hình ảnh

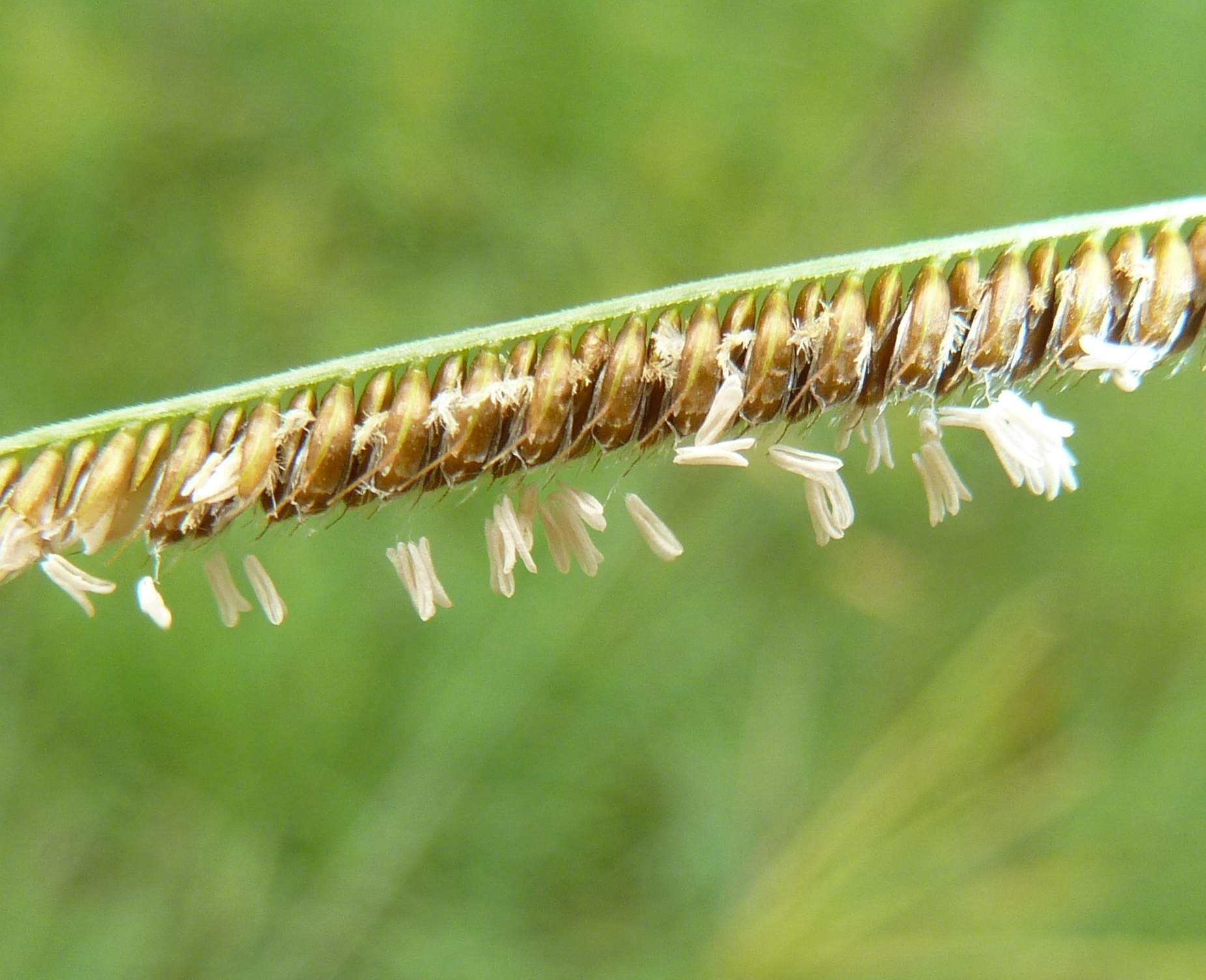